# Tärngrundet
Tärngrundet is een zandbank behorend tot de Lule-archipel. Tärngrundet ligt ten noordoosten van Hindersön, heeft geen oeververbinding en hoort bij Zweden. Er is geen bebouwing.